# Orthogonius grootaerti
Orthogonius grootaerti – gatunek chrząszcza z rodziny biegaczowatych i podrodziny Orthogoniinae.

## Taksonomia
Gatunek ten opisali w 2006 roku Ming-yi Tian oraz Thierry Deuve.

## Opis
Biegaczowaty ten osiąga od 14 do 16 mm długości ciała. Języczek o dwu szczecinkach na wierzchołku. Palpiger z jedną szczecinką u podstawy. Tylne uda z sześcioma szczecinkami w części tylnej.

## Występowanie
Gatunek ten występuje w Tajlandii.